# Plate (Lüchow)
Plate ist ein Ortsteil der Stadt Lüchow (Wendland) im niedersächsischen Landkreis Lüchow-Dannenberg. Das Dorf liegt ein Kilometer nördlich vom Kernbereich von Lüchow in der Nähe der B 248.

## Kultur und Sehenswürdigkeiten

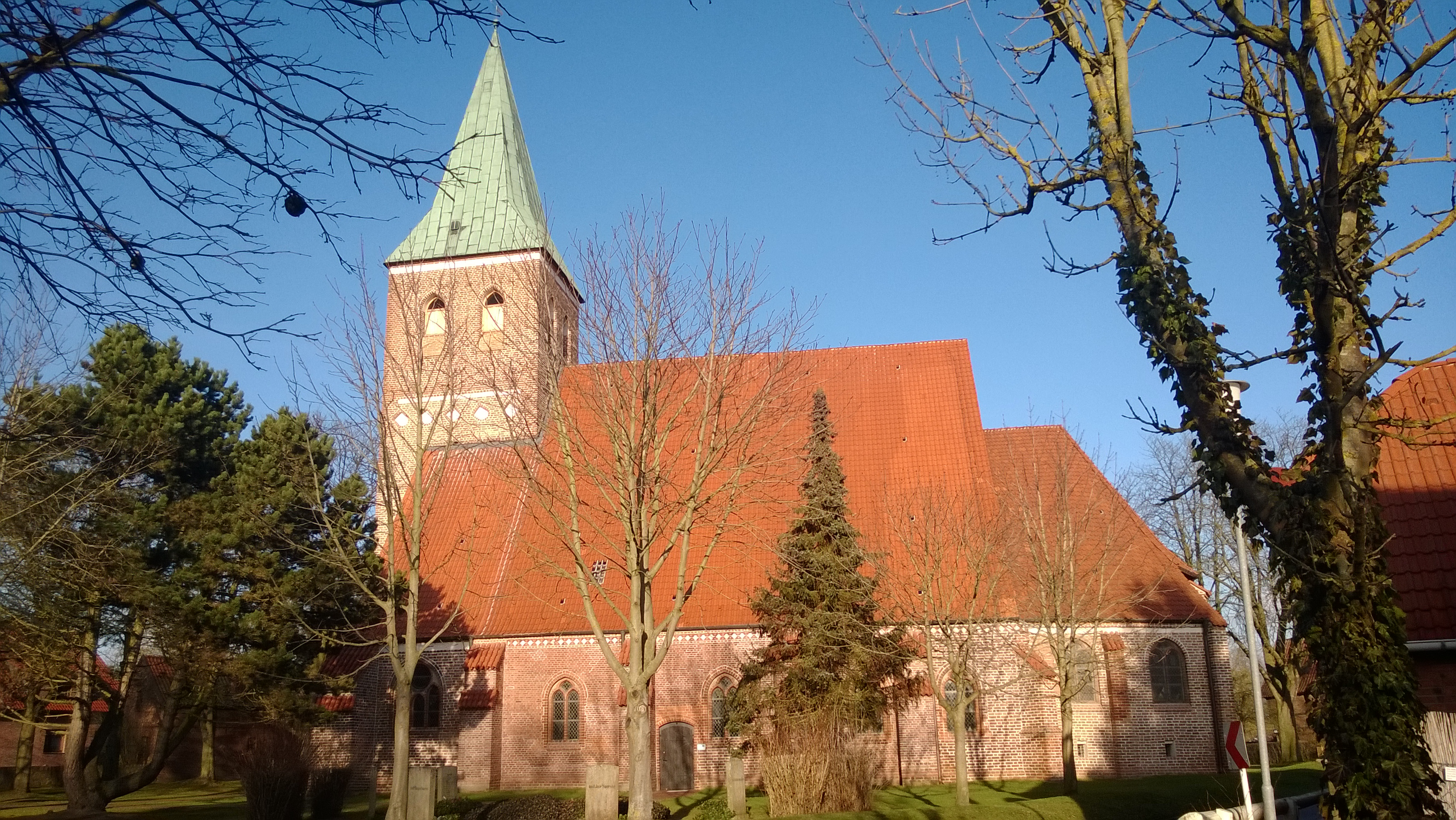
St.-Marien-Kirche

Bei der gotischen St.-Marien-Kirche handelt es sich um einen für eine Dorfkirche ungewöhnlich großen dreischiffigen Backsteinbau.

## Söhne und Töchter
- Ludwig Kohli (1769–1838), Archivsekretär in Oldenburg und Leiter des Provinzialarchivs
- Emmy Danckwerts (1812–1865), Diakonisse und als Oberin erste Leiterin des Henriettenstiftes in Hannover